# Мелло Теггиа (каталог марок)
«Мелло Теггиа» (исп. Mello Teggia) — каталог почтовых марок, специализирующийся по почтовым маркам Аргентины, издающийся с 1992 года в Аргентинской Республике и наиболее часто использующийся для классификации марок этого государства.

## Описание
Автор и издатель каталога — Даниэль Уго Мелло Теггиа (Daniel Hugo Mello Teggia). Каталог следует системе Виктора Кнейчеля и Самоверского (Víctor Kneitschel y Samowerskyj), продолжая классификацию их обоих, которые в свою очередь частично переняли нумерацию у французского каталога почтовых марок мира «Ивер и Телье».

## Структура каталога
Основные разделы каталога соответствуют следующим видам почтовых марок:
- Почтовые марки провинций (Буэнос-Айрес, Корриентес, Кордова).
- Марки регулярной почты (Correo ordinario).
- Почтовые блоки и малые листы.
- Авиапочта.
- Служебная почта и выпуски министерств (Correo oficial (y ministeriales)).
- Почтово-сберегательные марки (Ahorro postal[исп.]).
- Марки национального телеграфа (Telégrafo Nacional[исп.]).
- Железнодорожные марки и марки частных телеграфов (Ferrocarriles Argentinos[англ.] y telégrafos privados).

## История
Первое издание каталога вышло в 1992 году, было обновлено в 1995 году. Второе издание каталога увидело свет в 1998 году и было обновлено в 2004 году.
В июне 2009 года была опубликована новая редакция — «Sellos Postales Argentinos 1856—2010» («Почтовые марки Аргентины 1856—2010»)[≡].

## Отдельные издания
- Mello Teggia D. H. Sellos Postales ’98 Republica Argentina (1856—1998). — Buenos Aires, Argentina: Daniel Hugo Mello Teggia, 1998. — 383 p. — ISBN 987-96876-0-4. (исп.)[2]
- Mello Teggia D. H. Suplemento de los Sellos Postales Argentinos (1998—2000). — Buenos Aires, Argentina: Daniel Hugo Mello Teggia, 2001. — 59 p. (исп.)
- Mello Teggia D. H. Sellos Postales Argentinos (1856—2010). — Buenos Aires, Argentina: Daniel Hugo Mello Teggia, 2009. (исп.)[1]